# کامرون کورل
کامرون کورل (انگلیسی: Cameron Kurle؛ زادهٔ ۱۹ ژوئیهٔ ۱۹۹۷) ورزشکار ورزش شنا اهل بریتانیا است.
وی در مسابقات کشوری و بین‌المللی در مجموع برندهٔ ۱ مدال طلا، ۲ مدال نقره و ۱ مدال برنز شده‌است.